# Tmarus decorus
Tmarus decorus là một loài nhện trong họ Thomisidae.
Loài này thuộc chi Tmarus. Tmarus decorus được Arthur Merton Chickering miêu tả năm 1965.